# Mary Lowe Good
Mary Lowe Good   (Grapevine, 20 de juny de 1931 - Little Rock, 20 de novembre de 2019) va ser una química inorgànica que realitzà recerca industrial i va treballar per al govern dels Estats Units. Es va llicenciar a la Universitat d'Arkansas en economia domèstica i més tard va obtenir la doble llicenciatura de química i física. Es va doctorar el 1955 a la Universitat d'Arkansas. El 1980 va ser nomenada per la National Science Board de la National Science Foundation (NSF) per Jimmy Carter i més tard, el 1986, va ser nomenada de nou per al lloc per Ronald Reagan. L'ex-president George Bush la va nomenar el 1991 presidenta del Consell d'Assessors sobre Ciència i Tecnologia, sent la primera dona a dirigir aquest organisme.

## Vida i treballs
Als dotze anys es va traslladar al costat de la seva família de Texas a Kirby. Després d'obtenir la seva llicenciatura i doctorat en Química a la Universitat d'Arkansas, es va casar amb el físic William J.Good i es va traslladar a la Facultat de Química en la Louisiana State University (LSU) en Baton Rouge, on va exercir com a professora ajudant. El 1958, ella i el seu marit es van traslladar al nou campus d'aquesta universitat a New Orleans, on van estar durant els següents vint anys. El 1978 va retornar al campus de Baton Rouge on va ocupar el lloc de professora Boyd de Química, el més alt lloc de la facultat. Va començar a simultanejar treballs d'assessoria per als governs de Carter, Reagan i Bush com a membre del National Science Board de la NSF.
El 1980 va ser nomenada vicepresidenta i directora de recerca d'Universal Oil Products. Va romandre en la indústria durant tretze anys. El 1993 va treballar com a vicepresidenta de tecnologia d'Allied-Signal. Durant aquest període va exercir com a presidenta de la Societat Química Americana el 1987.
De 1993 a 1997 va treballar com a Secretària adjunta per a Tecnologia, de l'Administració de la Tecnologia, en el Departament de Comerç, sota l'administració Clinton.
Després va ser Professora Donaghey a la Universitat d'Arkansas, degana fundadora de l'EIT (Facultat d'Enginyeria i Tecnologia de la Informació George W. Donaghey) i gestora de Venture Capital Investors, una empresa que fomenta les empreses d'alta tecnologia i la indústria d'Arkansas.
Entre les seves àrees de recerca estan la radioquímica i posteriorment l'espectroscòpia Mössbauer de rajos gamma per determinar l'estructura molecular de compostos complexos d'ions metàl·lics, particularment de l'element ruteni. Va dedicar una part important de la seva carrera en el foment de les activitats de R+D a les universitats, les empreses privades i el govern.

## Premis
Ha rebut nombrosos premis i distincions:
- Sisè premi anual Heinz Award de Tecnologia, Economia i Ocupació (2000)[7]
- Premi Vannevar Bush.
- Medalla Priestley.
- Medalla Glenn T. Seaborg.
- Premi de recerca Agnes Fay Morgan.
- Medalla Garvan-Olin.
- Medalla d'or del American Institute of Chemists.